# الکسی تیشچنکو
الکسی تیشچنکو (روسی: Алексей Викторович Тищенко؛ زادهٔ ۲۹ مهٔ ۱۹۸۴) بوکسور اهل روسیه است.
وی همچنین برندهٔ جوایزی همچون نشان دوستی شده‌است.